# Lekkoatletyka na Letnich Igrzyskach Olimpijskich 1932 – rzut oszczepem kobiet

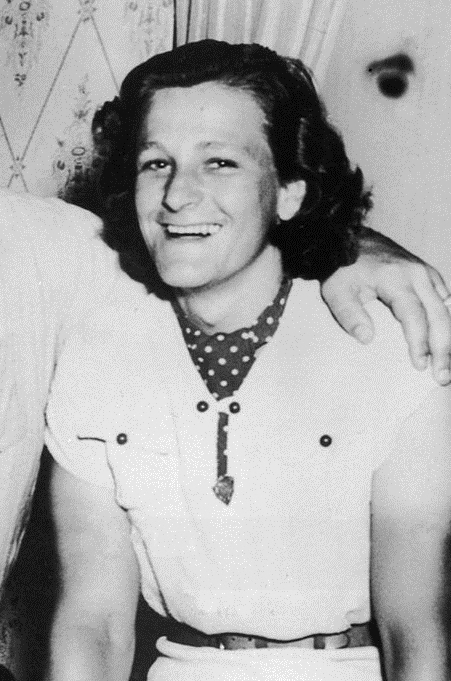
Mildred Didrikson

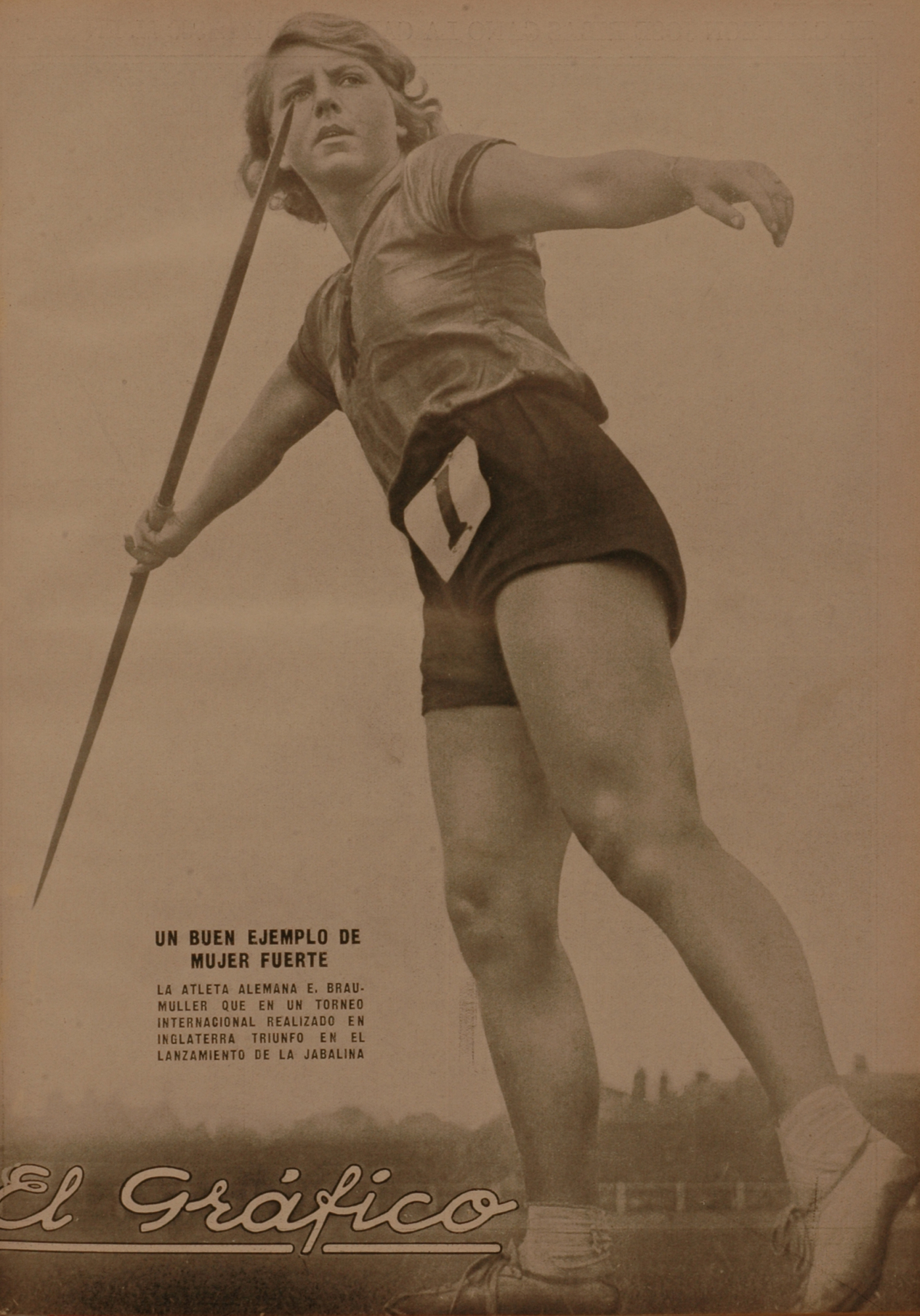
Ellen Braumüller

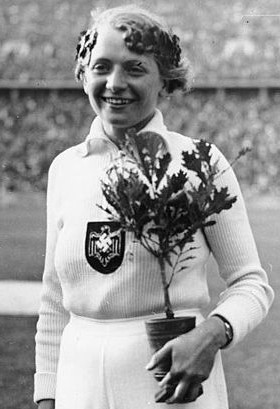
Tilly Fleischer

Rzut oszczepem kobiet – był jedną z konkurencji lekkoatletycznych rozgrywanych podczas igrzysk olimpijskich w Los Angeles. Zawody odbyły się w dniu 31 lipca 1932 roku na stadionie Los Angeles Memorial Coliseum. Wystartowało 8 zawodniczek z 4 krajów. Konkurencja ta była rozgrywana po raz pierwszy na igrzyskach olimpijskich.

## Rekordy
|               | Zawodniczka | Wynik  | Miejsce | Data                 |
| ------------- | ----------- | ------ | ------- | -------------------- |
| Rekord świata | Nan Gindele | 46,745 | Chicago | 18 czerwca 1932(dts) |

## Terminarz
| Data          |       | Godzina |
| ------------- | ----- | ------- |
| 31 lipca 1932 | Finał | 17:30   |

## Wyniki
Rozegrano jedynie serię finałową.
| Pozycja | Zawodniczka       | Kraj              | Finał | Uwagi |
| ------- | ----------------- | ----------------- | ----- | ----- |
| 1.      | Mildred Didrikson | Stany Zjednoczone | 43,69 | OR    |
| 2.      | Ellen Braumüller  | Niemcy            | 43,50 |       |
| 3.      | Tilly Fleischer   | Niemcy            | 43,01 |       |
| 4.      | Masako Shinpo     | Japonia           | 39,08 | [ 2 ] |
| 5.      | Nan Gindele       | Stany Zjednoczone | 37,95 |       |
| 6.      | Gloria Russell    | Stany Zjednoczone | 36,74 |       |
| 7.      | María Uribe       | Meksyk            | 33,66 |       |
| 8.      | Mitsue Ishizu     | Japonia           | 30,81 |       |